# Urecos-ci
L'Urecos-ci (Union régionale des entreprises coopératives de la zone des savanes de Côte d'Ivoire) est un réseau de coopératives fortement impliqué dans l’organisation et la gestion de la Filière Coton en Côte d'Ivoire. Elle rassemble 150 000 producteurs.
Présente dans le capital du CNRA, de l’ANADER,et de la SICOSA SA (égrenage), elle a pu avoir un regard averti sur les fonctions importantes de la filière cotonnière notamment le financement, la recherche, l’encadrement, l’industrialisation et la commercialisation; ce qui lui a permis, au cours de la campagne 2002-2003 d’obtenir des résultats surtout l'accroissement notable des surfaces qui sont passées de 280 000 hectares à 320 000 hectares.